# لودوفيك بوتيل
لودوفيتش بوتيلي (بالفرنسية: Ludovic Butelle)‏، من مواليد 3 ابريل 1983 في ريمز في فرنسا، لاعب كرة قدم فرنسي.
بدأ مسيرته الكروية مع نادي متز في عام 2001، ولعب معهم حتى عام 2004، وشارك معهم في 53 مباراة، وفي موسم 2004/2005 انتقل إلى نادي هيراكليس الإسباني، ولعب معهم مباراة واحدة، ومنذ عام 2005 وهو يلعب مع نادي فالنسيا الإسباني.

## روابط خارجية
- لودوفيك بوتيل على موقع رابطة كرة القدم الفرنسية للمحترفين (الإنجليزية)
- لودوفيك بوتيل على موقع قاعدة بيانات كرة القدم.إي يو (الإنجليزية)
- لودوفيك بوتيل على موقع بيانات كرة القدم. دي إي (الألمانية)
- لودوفيك بوتيل على موقع ليكيب (الفرنسية)
- لودوفيك بوتيل على موقع Soccerway.com (الإنجليزية)
- لودوفيك بوتيل على موقع عالم كرة القدم.نت (الإنجليزية)
- لودوفيك بوتيل على موقع كووورة
- لودوفيك بوتيل على موقع AS.com (الإسبانية)